# Étienne-Émile Baulieu
Étienne-Émile Baulieu (ur. 12 grudnia 1926 w Strasburgu, zm. 30 maja 2025 w Paryżu) – francuski lekarz żydowskiego pochodzenia, biochemik i endokrynolog. Profesor nauk medycznych.
Zajmował się badaniami nad hormonami steroidowymi i ich funkcją w procesie starzenia się organizmu, rozrodczości i procesach nowotworowych. Wynalazł mifepriston (inaczej RU-486), który wykorzystywany jest między innymi do aborcji farmakologicznej. Przez to bywał nazywany „ojcem” pigułki aborcyjnej. Baulieu pracował również nad ustaleniem, czy dehydroepiandrosteron (DHEA) jest prohormonem oraz czy stosowanie jego i innych preparatów hormonalnych może wydłużyć długość życia ludzi.

## Życiorys
Baulieu urodził się jako Émile Blum w żydowskiej rodzinie w Strasburgu we Francji 12 grudnia 1926 roku. Jego ojcem był Léon Blum, lekarz i jeden z pierwszych specjalistów w zakresie cukrzycy. Zmarł, gdy Baulieu miał cztery lata. Baulieu zmienił nazwisko podczas II wojny światowej, kiedy jego rodzina uciekła w okolice Grenoble, a on sam zaangażował się w działalność francuskiego ruchu oporu. Po wojnie zaczął studiować na Wydziale Medycznym Uniwersytetu Paryskiego i w 1955 roku został lekarzem. Kontynuował naukę pod przewodnictwem swojego mentora, Maxa Fernanda Jayle'a, w dziedzinie hormonów steroidowych i uzyskał tytuł doktora w 1963 r. na Faculté de Médecine i Faculté des Sciences w Paryżu.
W 1963 roku Baulieu został mianowany dyrektorem ds. badań w INSERM, a w 1970 roku został profesorem biochemii na Wydziale Medycznym Bicêtre, powiązanym z Uniwersytetem Paryskim. Od 2004 roku Baulieu był członkiem francuskiej „Komisji Doradczej ds. Etyki” (Comité Consultatif National d'Ethique), gdzie odpowiadał za doradztwo w zakresie nauki i zdrowia. Był również związany z „Instytutem Długowieczności i Starzenia się” (fr. L'Institut de la longévité, des vieillesses et du vieillissement). W 2008 roku założył Institut Baulieu, program badawczy mający na celu badanie i leczenie chorób neurodegeneracyjnych oraz wspieranie badań nad długowiecznością w zdrowiu.
Pełnił funkcję prezesa Francuskiej Akademii Nauk oraz był członkiem National Academy of Sciences w Stanach Zjednoczonych.

### Badania
Baulieu wykazywał szczególne zainteresowanie dehydroepiandrosteronem (DHEA). W 1960 roku wykazał, że DHEA jest głównym androgenem nadnerczy, w znacznej mierze sprzężonym jako hydrofilowy siarczan, oraz opisał jego metabolizm i funkcje. Pracował nad odkryciem mechanizmu produkcji estrogenów przez łożysko w czasie ciąży, co doprowadziło do powstania teorii, że DHEA jest „prohormonem”. W następstwie propozycji Seymoura Liebermana, Baulieu został naukowcem wizytującym na Columbia University w latach 1961–1962, gdzie poznał Gregory'ego Pincusa, twórcę „pigułki antykoncepcyjnej”. Następnie Baulieu poświęcił się dalszym badaniom nad antykoncepcją oraz regulatorami płodności i ciąży. Stał się pionierem w zakresie charakterystyki wewnątrzkomórkowych receptorów steroidów płciowych i zidentyfikował główne czynniki wewnątrzkomórkowe, takie jak białka szoku cieplnego. Był zaangażowany w badania nad receptorem progesteronu i receptorem androgenowym. Podczas gdy receptory steroidowe zazwyczaj znajdują się wewnątrz komórki, Baulieu zidentyfikował receptor membranowy dla hormonu steroidowego u żaby Xenopus laevis.

#### Neurosteroidy
Baulieu odkrył, że DHEA i pregnenolon są wytwarzane w mózgu oraz wprowadził termin „neurosteroidy” w 1981 roku. Te steroidy są czynne w układzie nerwowym, pomagają w naprawie mieliny, chronią układ nerwowy i poprawiają pamięć. Substancje te mogą okazać się użyteczne w utrzymaniu funkcji mózgu w starszym wieku, a Baulieu zasugerował, że stosowanie DHEA u osób starszych może złagodzić pewne deficyty związane z wiekiem, w tym utratę pamięci i nastrój depresyjny. Baulieu przeprowadził badania kliniczne dotyczące potencjalnych korzyści płynących ze stosowania DHEA u osób starszych.

#### RU486
Baulieu był znany na całym świecie ze swoich badań nad RU486 (mifepristonem), dzięki czemu zyskał miano „ojca” pigułki aborcyjnej. Baulieu, który zidentyfikował receptor progesteronu, zasugerował firmie Roussel-Uclaf zmodyfikowanie cząsteczki progesteronu w celu stworzenia antyprogesteronu. W 1980 roku Georges Teutsch zsyntetyzował związek, który początkowo znany był pod nazwą RU486. Baulieu zbadał działania tego związku jako steroidu antyprogesteronowego, który okazał się skuteczny w indukowaniu wczesnej aborcji, a w połączeniu z mizoprostolem był jeszcze skuteczniejszy. Jako zwolennik niechirurgicznego podejścia do aborcji, Baulieu stał się orędownikiem RU486, nawet pomimo tego, że firma wycofała się z jego produkcji. Sprawiło to, że znalazł się w centrum debaty aborcyjnej. Jako lek antyprogesteronowy, RU486 ma również inne potencjalne zastosowania, takie jak leczenie niektórych chorób (rak piersi, nowotwór mózgu, endometrioza, cukrzyca, nadciśnienie), a odkryte przez niego działanie antykortyzolowe może być pomocne w leczeniu depresji lub zespołu Cushinga.

#### Długowieczność
Baulieu przejawiał rosnące zainteresowanie tym, co nazywał „rewolucją długowieczności”, czyli tym, że ludzie żyją coraz dłużej, oraz konsekwencjami tego zjawiska. W ramach swoich badań analizował potencjał hormonalnej terapii zastępczej, w tym stosowania DHEA, w poprawie komfortu życia osób starszych. Instytut Baulieu rozpoczął działalność w 2008 roku, mając na celu zajęcie się problemami mającymi negatywny wpływ na zdrowie osób starszych. Jednym z głównych obszarów badań w latach 20. XXI wieku jest poszukiwanie sposobów na zmniejszenie trudności, jakie napotykają osoby starsze w samodzielnym funkcjonowaniu.

### Śmierć
Baulieu zmarł w swoim domu w Paryżu 30 maja 2025 roku, w wieku 98 lat.

## Nagrody i wyróżniania
Laureat wielu międzynarodowych nagród i wyróżnień, m.in.:
- doctor honoris causa Tufts University w Bostonie;
- doctor honoris causa University of Gandawa;
- doctor honoris causa Karolinska Institutet w Sztokholmie
- Order Narodowy Zasługi w 1967[24]
- nagroda im. Alberta Laskera w dziedzinie klinicznych badań medycznych w 1989[5]
- Order Narodowy Legii Honorowej w 1990[24]
- Wielki Krzyż Legii Honorowej w 2023[5]

## Publikacje naukowe

### Książki
- E.E. Baulieu, Etudes Sur Le Mode D'action Des Hormones Steroides Sexuelles : Metabolisme Au Niveau Des Organes Cibles Et Liaison a Des Proteines Specifiques, Paris, New York: Gordon & Breach, 1974, ISBN 978-0-677-50650-0. Brak numerów stron w książce
- Jacques-Louis Binet, Étienne-Émile Baulieu, La Création vagabonde, Paris: Hermann, 1986, ISBN 2-7056-6051-8, OCLC 300913121. Brak numerów stron w książce
- Étienne-Emile Baulieu, Génération pilule, Paris: Odile Jacob, 1990, ISBN 2-7381-0071-6, OCLC 417597744. Brak numerów stron w książce
- Etienne-Emile Baulieu, Paul A. Kelly, Hormones. From Molecules to Disease, Paris: Hermann, 1990, ISBN 2-7056-6030-5, OCLC 21035089. Brak numerów stron w książce
- Etienne-Emile Baulieu, Mort Rosenblum, The "abortion pill". RU-486, a woman's choice, New York: Simon & Schuster, 1991, ISBN 0-671-73816-X, OCLC 24288599. Brak numerów stron w książce
- Claude Debru, Etienne-Emile Baulieu, Bio-éthique et cultures, Paris: Librairie philosophique J. Vrin, 1991, ISBN 2-7116-9725-8, OCLC 406701902. Brak numerów stron w książce
- Étienne-Emile Baulieu, Françoise Héritier, Henri Leridon, Contraception. Contrainte ou liberté?, Paris: Odile Jacob, 1999, ISBN 2-7381-0722-2, OCLC 406793786. Brak numerów stron w książce

### Artykuły naukowe
Jest autorem blisko 900 artykułów naukowych, cytowanych ok. 40 tys. razy. Jego indeks Hircha wynosi 108. Najczęściej cytowane prace, których był autorem lub współautorem, to (dane na dzień 8 lipca 2025):
- Daniel J. Klionsky(inne języki) i inni, Guidelines for the use and interpretation of assays for monitoring autophagy (4th edition) 1, „Autophagy”, 17 (1), 2021, s. 1–382, DOI: 10.1080/15548627.2020.1797280, PMID: 33634751, PMCID: PMC7996087 (ang.). Cytowania: 1588
- C. Corpéchot i inni, Characterization and measurement of dehydroepiandrosterone sulfate in rat brain, „Proceedings of the National Academy of Sciences of the United States of America”, 78 (8), 1981, s. 4704–4707, DOI: 10.1073/pnas.78.8.4704, PMID: 6458035, PMCID: PMC320231. Cytowania: 585
- E.E. Baulieu, Neurosteroids: Of the nervous system, by the nervous system, for the nervous system, „Recent Progress in Hormone Research”, 52, 1996, s. 1–32, PMID: 9238846. Cytowania: 536
- M.G. Catelli i inni, The common 90-kd protein component of non-transformed ‘8S’ steroid receptors is a heat-shock protein., „The EMBO Journal”, 4 (12), 1985, s. 3131–3135, DOI: 10.1002/j.1460-2075.1985.tb04055.x, PMID: 2419124, PMCID: PMC554632 (ang.). Cytowania: 503
- Etienne-Emile Baulieu, Paul Robel, Neurosteroids: A new brain function?, „The Journal of Steroid Biochemistry and Molecular Biology”, 37 (3), 1990, s. 395–403, DOI: 10.1016/0960-0760(90)90490-C (ang.). Cytowania: 488
- E.E. Baulieu, Contragestion and other clinical applications of RU 486, an antiprogesterone at the receptor, „Science”, 245 (4924), 1989, s. 1351–1357, DOI: 10.1126/science.2781282, PMID: 2781282 (ang.).
- Etienne-Emile Baulieu i inni, Dehydroepiandrosterone (DHEA), DHEA sulfate, and aging: Contribution of the DHEAge Study to a sociobiomedical issue, „Proceedings of the National Academy of Sciences of the United States of America”, 97 (8), 2000, s. 4279–4284, DOI: 10.1073/pnas.97.8.4279, PMID: 10760294, PMCID: PMC18228 (ang.). Cytowania: 452
- I. Joab i inni, Common non-hormone binding component in non-transformed chick oviduct receptors of four steroid hormones, „Nature”, 308 (5962), 1984, s. 850–853, DOI: 10.1038/308850a0, PMID: 6201744 (ang.). Cytowania: 404
- Edwin Milgrom i inni, Mechanisms Regulating the Concentration and the Conformation of Progesterone Receptor(s) in the Uterus, „Journal of Biological Chemistry”, 248 (18), 1973, s. 6366–6374, DOI: 10.1016/S0021-9258(19)43455-8, PMID: 4354209 (ang.). Cytowania: 403